# 31 Волос Вероники
31 Волос Вероники (лат. 31 Comae Berenices), LS Волос Вероники (лат. LS Comae Berenices), HD 111812 — двойная звезда в созвездии Волос Вероники на расстоянии приблизительно 284 световых лет (около 87 парсек) от Солнца. Видимая звёздная величина звезды — от +4,97m до +4,87m. Возраст звезды определён как около 560 млн лет.

## Характеристики
Первый компонент — жёлтый гигант, вращающаяся переменная звезда типа FK Волос Вероники (FKCOM) спектрального класса G0III, или G0. Масса — около 2,788 солнечной, радиус — около 9,146 солнечного, светимость — около 75,883 солнечной. Эффективная температура — около 5579 K.
Второй компонент — коричневый карлик. Масса — около 27,15 юпитерианской. Удалён в среднем на 2,105 а.е..

## Описание
Три больших круга делят звёздное небо: небесный экватор, эклиптика (видимый путь Солнца по небу) и Галактический экватор (линия через центр Млечного Пути). Каждый из них имеет Северный и Южный полюса, которые лежат перпендикулярно к кругу. Полюса небесного экватора хорошо известны: знаменитая Полярная звезда в Северном полушарии и гораздо более слабая Сигма Октанта в южном, которая может называться Южной полярной звездой — «Polaris Australis». Северный полюс эклиптики имеет экваториальные координаты RA=18h00m, Dec =+66°33', и находится в созвездии Дракона (18ч 00м 00с 66° 33′ 0,00″). Южный полюс эклиптики находится в созвездии Золотой Рыбы и имеет экваториальные координаты: RA= 6h00m, Dec = — 66°33' (6ч 00м 00с −66° 33′ 0,00″).
Северный Полюс Галактики находится на угловом расстоянии 0,4° от 31 Волос Вероники. Сама звезда не очень яркая (видимая величина +4.94) и обозначения Байера не имеет. Противостоит ей немногим более яркая звезда Альфа Скульптора, которая находится на угловом расстоянии почти в 3° от Южного Полюса Галактики. Эти два маркера отмечают направления с наименьшим количеством пыли в Млечном Пути и где, соответственно, можно видеть мириады далёких галактик.
31 Волос Вероники в настоящее время, по-видимому, находится в состоянии быстрого перехода к стадии красного гиганта, располагаясь на диаграмме цвет—светимость в  пробеле Герцшпрунга. Горение водорода в её ядре уже закончилось, а горение гелия ещё не началось. Когда будет запущена тройная гелиевая реакция, звезда быстро станет красным гигантом, почти в 1000 раз более ярким, чем Солнце.
Предыдущая эволюция звезды сильно зависит от того, какой была звезда при рождении. С одной стороны, в случае, если она родилась как одиночная звезда, то на начальной стадии она должна была быть быстровращающейся (до 200 км/с) звездой спектрального класса B. Однако, к концу своей эволюции звезда должна была сильно замедлиться (до 4 км/с) поскольку вращение замедляется с расширением. В противоположность этому 31 Волос Вероники по-прежнему необычайно быстро вращается: её экваториальная скорость, по крайней мере, 67 км/с, что соответствует периоду вращения примерно в 7,3 дня. С другой стороны в ОКПЗ указано, что звезда имеет переменность типа FK Волос Вероники, а это, в свою очередь, говорит о том, что звезда могла родиться как тесная двойная система, состоявшая из двух звёзд приблизительно солнечной массы. Подобные системы известны как переменные типа W Большой Медведицы. За время своей жизни они, скорее всего, теряют общий угловой момент, сохраняя свои собственные, и сливаются, образуя звезду с общим ядром и массой более чем в 2 солнечные. Этот процесс может объяснить необычайно высокую скорость вращения звезды, поскольку при слиянии угловые моменты обеих звёзд складываются.
В результате вращения и атмосферной конвекции, способствующей производству магнитных полей, 31 Волос Вероники окружена горячей короной, которая испускает мощное рентгеновское и ультрафиолетовое излучение. Быстрое вращение и мощные рентгеновские вспышки характерны для переменных звёзд типа FK Волос Вероники.
Рядом с 31 Волос Вероники находится рассеянное звёздное скопление Волос Вероники (Мелотт 111). Сама звезда находится на расстоянии чуть дальше, чем среднее расстояние до скопления, равное 293 световым годам. 31 Волос Вероники считается его частью: её возраст около 500 миллионов лет, такой же, как и возраст скопления.